# António Manuel Hespanha
António Manuel Botelho Hespanha, né en 1945 à Coimbra et mort le 1er juillet 2019 à Lisbonne, est un historien et juriste portugais.

## Biographie
Diplômé et post-diplômé en droit (sciences historiques et juridiques) et doctorat et agrégé en histoire institutionnelle et politique, professeur et chercheur.
Étant l'un des historiens les plus cités au niveau international, il est considéré, avec l'Espagnol Bartolomé Clavero, comme l'un des grands rénovateurs de l'histoire institutionnelle et politique des pays ibériques et de leurs extensions coloniales. « La forte influence de ses idées sur les jeunes générations d'historiens et de juristes peut être facilement constatée, au vu du grand nombre d'études menées au Portugal et au Brésil, principalement, mais aussi dans plusieurs autres pays européens et aux États-Unis ».
Outre de nombreuses collaborations dans des revues et magazines spécialisés, portugais et étrangers, ainsi que plusieurs traductions et adaptations d'ouvrages de référence dans le domaine de l'histoire du droit, il dispose d'une longue bibliographie d'ouvrages publiés sur ce thème.
Il est mort à Lisbonne le 1er juillet 2019, à l'âge de 74 ans.

## Ouvrages et influence
António Manuel Hespanha est l'auteur de plusieurs articles et livres sur l'histoire du droit et des institutions, dont le plus connu est peut-être As Vésperas do Leviathan, un vaste tableau des idées et des pratiques politiques dans le Portugal d'Ancien Régime, c'est-à-dire auérieur aux révolutions libérales,. Ce livre a été complété par des études détaillées, visant à identifier des points d'altérité entre l'organisation politique et juridique de l'Ancien Régime et celle de la modernité. Les plus anciens ont été rassemblés dans son ouvrage La gracia del derecho. Economía de la Cultura en la Edad Moderna,. D'autres études, autour du langage de la dévaluation sociale, ont été publiées en 2010 dans Imbecillitas. As bem-aventuranças da inferioridade nas sociedades de Antigo Regime. 
Dans le domaine de l'histoire du droit, son livre de 1996  Cultura jurídica europeia. Síntese de um milénio  a été publié en plusieurs langues (portugais, italien, chinois et espagnol). Il a été adopté comme texte de référence dans plusieurs universités. 
Prolongeant ses études d'histoire institutionnelle et juridique au XIXe siècle, Hespanha a publié en 2004 un long essai sur le système politique et juridique du constitutionnalisme monarchique portugais Guiando a mão invisível. Direitos, lei e Estado no liberalismo monárquico português. Il y met en évidence les conséquences des qualificatifs « libéraux » et « légalistes » attachés au système politico-juridique de cette période,. Dans une version ultérieure, très modifiée, publiée au Brésil en 2009 sous le titre Hércules Confundido. Sentidos Improváveis e Variados do Constitucionalismo Oitocentista. O Caso Português, il porte un regard critique sur les innovations constitutionnelles du « vintismo », conformément à ce qui a été défendu, pour la Constitution de Cadix (1812) par une récente historiographie constitutionnelle espagnole. 
Au cours de la dernière décennie, il a publié des ouvrages sur l'introduction au droit, à forte composante théorique, dans un sens « pluraliste » et « réaliste ». On peut[Qui ?] ainsi signaler son livre O caleidoscópio do direito. O direito e a justiça nos dias e no mundo de hoje, où il passe en revue les dogmatiques juridiques les plus traditionnelles, notamment à la lumière des contributions théoriques d' Herbert Lionel Hart, Jürgen Habermas et Niklas Luhmann lesquelles,  à son avis, nécessitent un examen approfondi des théories établies, à la fois des sources du droit et de la norme. Ici, il insiste sur l'idée que les règles de droit doivent être dotées d'une vérifiabilité adéquate qui empêche l'arbitraire de l'interprétation, de l'application et de la construction dogmatiques. En ce sens, il adopte les positions d'un réalisme positiviste et post-étatique, mais, néanmoins, lié à une légitimation démocratique du droit, construit néanmoins différemment des caractéristiques de l'État-nation. 
D'un point de vue méthodologique, son œuvre fait partie des courants qui, marqués par le concept de « rupture historique », ont mis en évidence l'altérité des modèles culturels, politiques et juridiques des périodes historiques pré-contemporaines, soit pour critiquer l'utilisation de l'histoire comme légitimation du présent, soit pour critiquer les prétentions politiques et juridiques contemporaines, à avoir atteint des formes de régulation universelles et a-historiques.

## Distinctions
- Grand officier de l'ordre de Sant'Iago de l'Épée

### Ouvrages
- A História do Direito na História Social, Lisbonne, Livros Horizonte, 1977.
- História das Instituições. Épocas medieval e moderna, Coimbra, Almedina, 1982.
- Poder e Instituições na Europa do Antigo Regime, Lisbonne, Gulbenkian, 1984.
- Poder e Instituições no Antigo Regime. Guia de Estudoa, Lisbonne, Cosmos, 1992.
- Lei, Justiça, Litigiosidade. História e prospectivaa, Lisbonne, Gulbenkian, 1993.
- La gracia del derecho. Economía de la Cultura en la Edad Modernaa, Madrid, Centro de Estúdios Constitucionales, 1993.
- As Vésperas do Leviathan. Instituições e Poder Político. Portugal, séc. XVIIIa, Coimbra, Almedina, 1994.
- A História de Portugal, vol. IV, Lisbonne, Círculo de Leitores, 1994.
- História de Portugal moderno. Político-institucional, Lisbonne, Universidade Aberta, 1995.
- Cultura Jurídica Europeia. Síntese de um milénio, Lisbonne, Europa-América, 1996.
- Panorama da História Institucional e Jurídica de Macau, Macao, Fundação Maca, 1995.
- Há 500 anos. Três anos de comemorações dos descobrimentos portugueses, Lisbonne, Comissão dos Descobrimento, 1999.
- O orientalismo em Portugal, Lisbonne, Comissão dos Descobrimentos, 2000.
- O Milénio português. Séc. XVII, Lisbonne, Círculo de Leitore, 2001.
- Feelings of justice in the Chinese community of Macao, 2003.
- História militar de Portugal, vol. II, Lisboa, Círculo de Leitore, 2004.
- Guiando a mão invisível. Direito, Estado e lei no liberalismo monárquico português, Coimbra, Almedin, 2004.
- Inquérito aos sentimentos de justiça num ambiente urbano, Lisboa, Ministério da Justiça, GPL, 2005.
- O direito dos letrados, Florianópolis, Fundação Boiteu, 2006.
- O caleidoscópio do direito. O direito e a justiça nos dias e no mundo de hoje, 2007, Almedina Editores, 2009.
- Hércules Confundido. Sentidos Improváveis e Variados do Constitucionalismo Oitocentista. O Caso Português, Curitiba, Juru, 2009.
- Imbecillitas. As bem-aventuranças da inferioridade nas sociedades de Antigo Regime, São Paulo, Annablum, 2010.
- A política perdida - Ordem e Governo Antes da Modernidade, Curitiba, Juruá Editor, 2010.
- O caleidoscópio do Antigo Regime, São Paulo, Alamed, 2010.